# 앙리 샬랑
앙리 샬랑(프랑스어: Henri Challan, 1910년 12월 12일 ~ 1977년 2월 18일)은 프랑스의 작곡가이며 음악 교육자였다. 그는 파리 음악원에서 학생 및 교직원으로 일했다. 1936년에 장 갤런과 Henri Büsser가 그의 화성법 교수로 임명되었다. 같은 해에 그는 로마 대상에서 우승과 준우승을 수상했다. 그의 저명한 제자로는 일본의 작곡가 아키라 미요시가 있다.
그가 1960년에 출판한 《화성연습》(프랑스어: 380 basses et chants donnés)이 유명하다.

## 작품 목록
- 바이올린과 피아노를 위한 소나타 - 1936년
- 바순과 피아노를 위한 모음곡 - 1937년
- 현악 4중주
- 바순과 현악 4중주를 위한 5중주
- 교향곡 - 1942년
- 관현악을 위한 스케르초
- 관현악을 위한 르플레
- 바이올린과 관현악을 위한 협주곡 - 1942년
- 트럼펫과 피아노를 위한 변주곡 - 1959년
- 비올라와 피아노를 위한 딥티크 - 1961년
- 첼로와 피아노를 위한 발라드 - 1965년
- 호른과 피아노를 위한 변주곡 - 1967년
- 튜바 또는 베이스 색스혼과 피아노를 위한 간주곡 - 1970년
- 더블 베이스와 피아노를 위한 르플레 - 1972년
- 첼로와 피아노를 위한 로맨틱 변주곡 - 1975년